# Causeuse

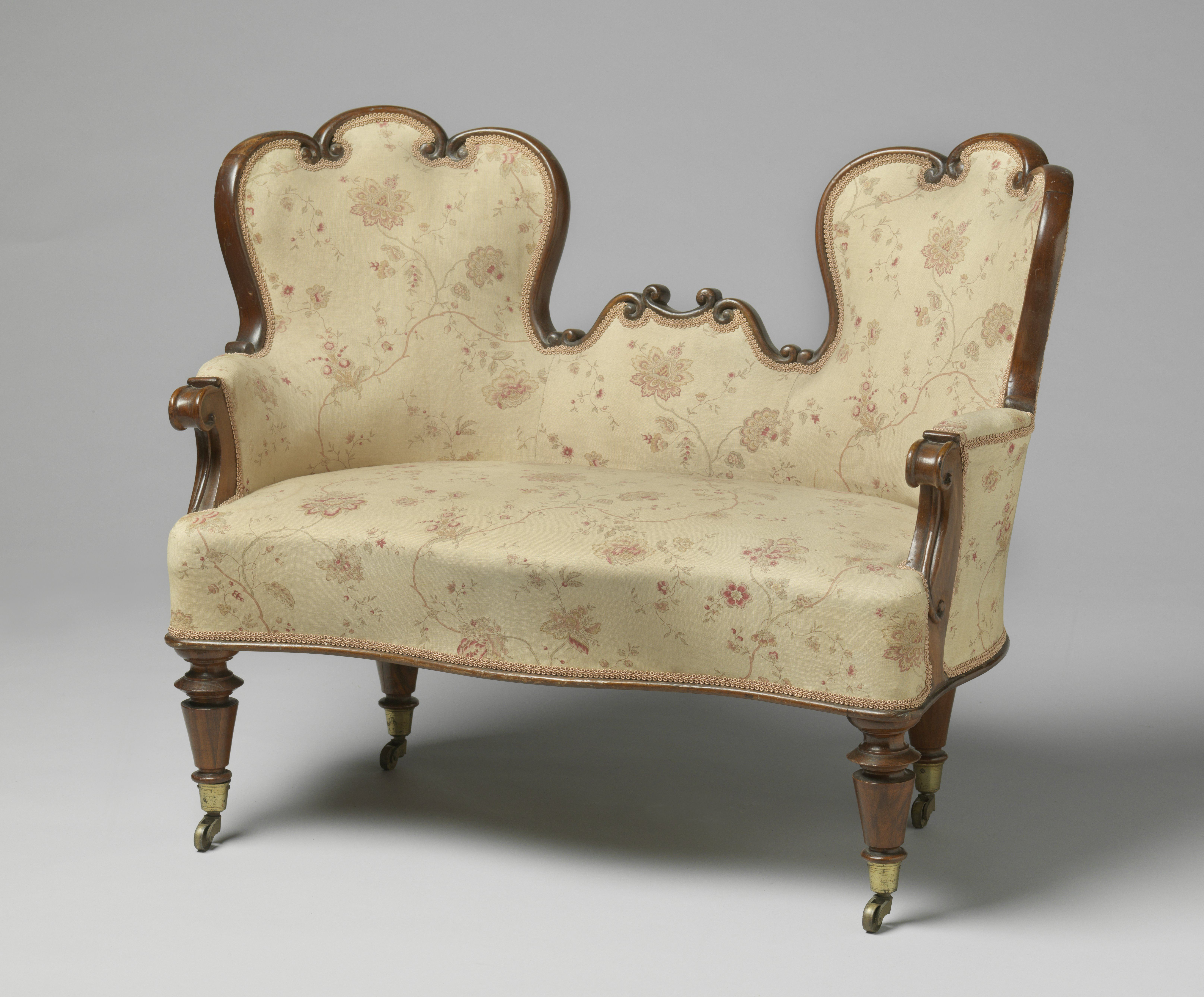
Causeuse

Uma causeuse é um pequeno sofá onde duas pessoas podem conversar (causer em francês). Esta peça de mobiliário esteve muito em voga no século XIX.
"A esse lado, quase em frente da sacada que ficava à esquerda do bufete-secretária, estirava-se uma bela causeuse de cetim cor de pombo bordada a branco, — fofa, baixa, macia, o torçal da grossa franja cor de canela poisando na alcatifa."